# Kroupy (meteorologie)

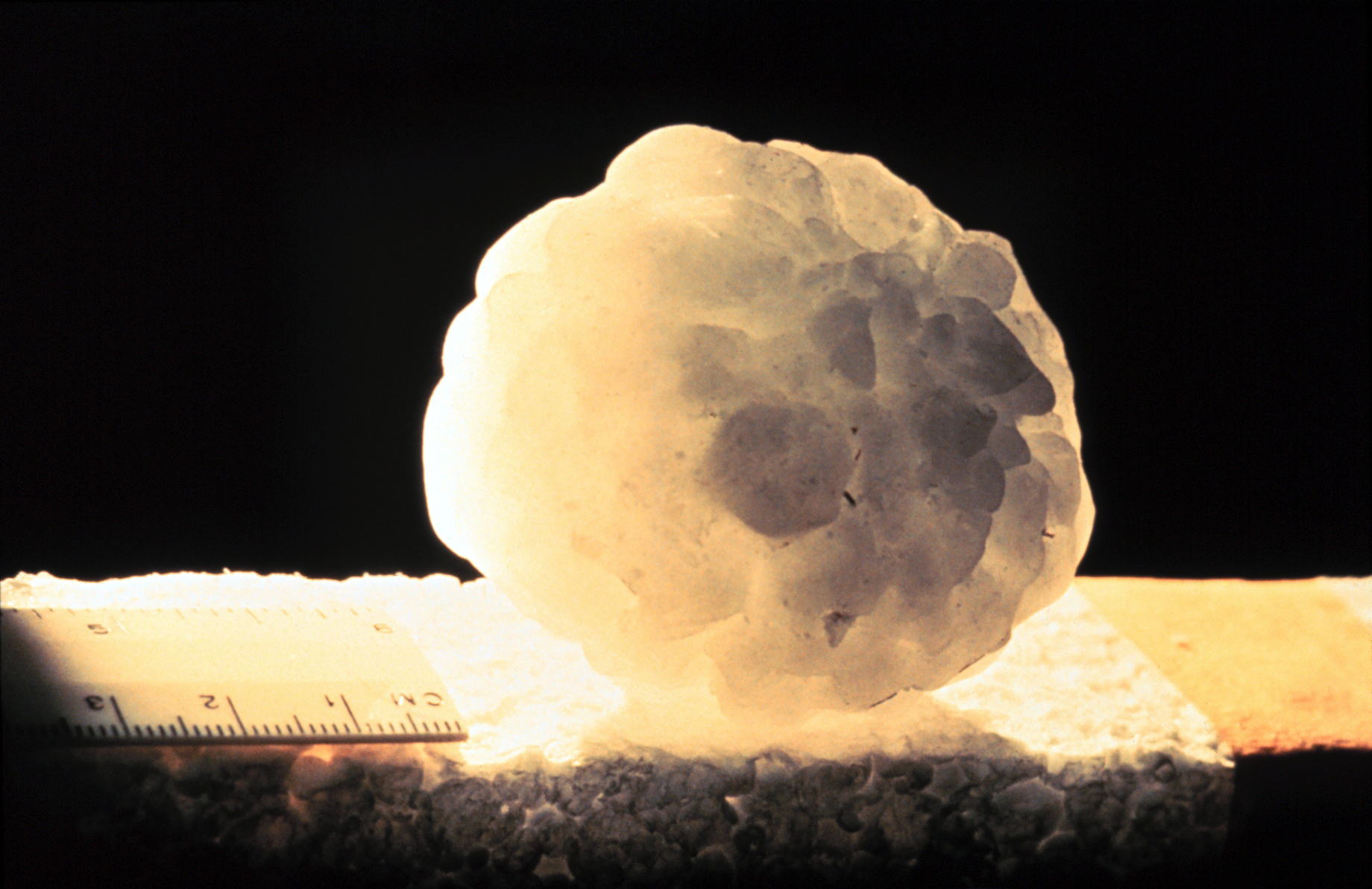
Kroupa o velikosti 6 cm

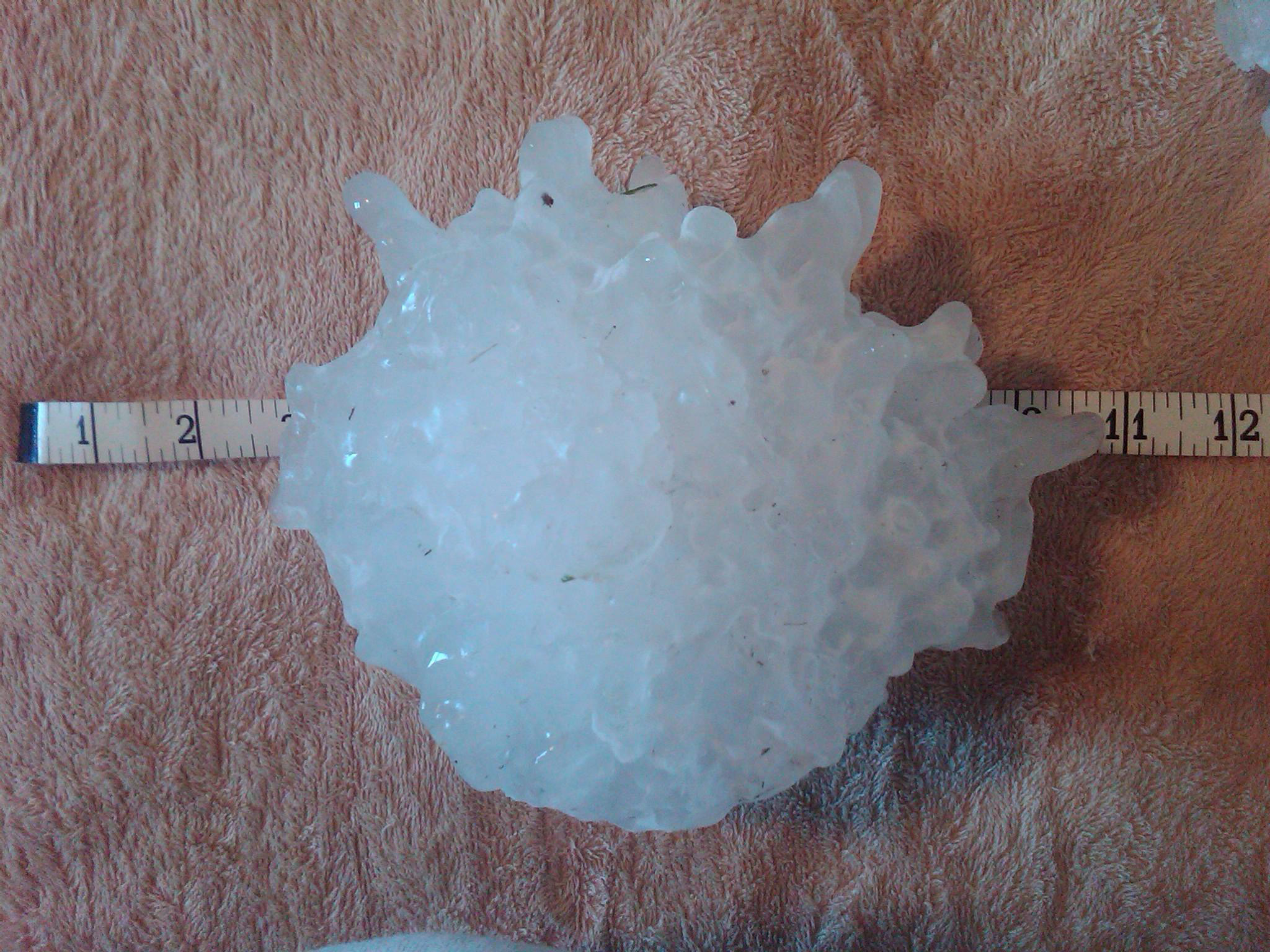
Kroupa Scott’s hailstone z jihodakotského Vivian měla průměr 20,3 cm (měřítko na snímku je v palcích) a hmotnost 879 g

Kroupy jsou jedním z druhů atmosférických srážek a tudíž i hydrometeorů. Jedná se o ledové či sněhové hrudky pokryté vrstvou či několika vrstvami zmrzlé vody vznikající v oblacích druhu kumulonimbus (hovorově bouřkový oblak) a následně dopadající na zemský povrch. Jejich velikost dosahuje od 5 milimetrů až do několika centimetrů v průměru. Padání krup se označuje jako krupobití.

## Rychlost pádu krup
Kroupy jsou nebezpečné především svojí kinetickou energií. Jejich pád může totiž zabít i člověka. Když kroupa padá, při určité rychlosti pádu dosáhne tzv. trakční rychlosti, což je rychlost, při které se gravitační síla působící na padající těleso rovná odporu vzduchu padajícího tělesa. Malé kroupy (6 mm) proto padají rychlostí pouze 39 km/h, větší (30 mm) rychlostí přibližně 80 km/h, ale kroupa o velikosti softballového míče (114 mm) dokáže nabrat rychlost až do 170 km/h. Takováto kroupa dokáže proletět skrz slabší střechu a zranit či zabít lidi pod ní.

## Vznik krup
Kroupy se vytvářejí vlivem silného výstupného proudění vzduchu o rychlostech až několika desítek metrů za sekundu uvnitř bouřkových mraků kumulonimbů, kde je teplota vzduchu ve vrchních vrstvách troposféry pod bodem mrazu. K cirkulujícím ledovým částicím, neseným v silných výstupných vzdušných proudech bouřkového mraku přimrzají kapky přechlazené vody. Tyto částice opakovaně stoupají a klesají, tak dlouho, než proudy zeslábnou nebo když kroupy přesáhnou hmotnost, kterou jsou proudy schopny unést; pak začíná krupobití.

## Výskyt
Ve středních zeměpisných šířkách padají kroupy při každé osmé až desáté bouřce. K zeměpisným oblastem s velkou četností krupobití patří Velké planiny v USA, některé části Francie, severní Kavkaz a horské oblasti Střední Asie.

## Rekordy
Velice ojediněle se vyskytují kroupy obřích rozměrů (megakryometeor). Úředně ověřená a fotograficky dokumentovaná kroupa z Coffeyville v Kansasu vážila 766 g, měla obvod 44 cm a pádovou rychlostí 43 m/s dopadla 3. září 1970. V roce 1981 v Číně kroupy údajně dosahovaly hmotnosti 7 kg. Ve francouzské obci St. Julien-les Villas nedaleko města Troyes 8. července 1984 rozdrtil střechu rodinného domu kus ledu o hmotnosti 10 kg, nelze však vyloučit, že spadl při přeletu letadla. Nejsilnější krupobití bylo registrováno 14. dubna 1986 v Bangladéši – padaly při něm kroupy o hmotnosti až 1 kg a bylo zabito 92 lidí. V USA byl coffeyvillský rekord překonán 23. července 2010 ve Vivian v Jižní Dakotě, kde byla zaznamenána kroupa (tzv. Scott’s hailstone) o hmotnosti 879 g a průměru 20,3 cm. Roku 2018 byl rekord překonán kroupou z Argentiny.
Jedno z nejničivějších krupobití všech dob se událo 30. dubna 1888 v Murádábádu v indickém státě Uttarpradéš, kdy bylo kroupami velkými údajně jako pomeranče zabito nejméně 230 lidí a více než 1600 ovcí a koz, vrstva krup dosahovala až 60 cm.
V ČR byly oficiálně zaznamenány největší kroupy v srpnu roku 1986 o velikosti až 12 cm. V obci Chotutice zničily většinu střech.